# Pseudomystus stenomus
Pseudomystus stenomus (Псевдомистус вузькоплечий) — вид риб з роду Pseudomystus родини Bagridae ряду сомоподібні.

## Опис
Загальна довжина сягає 12 см. Самиця значно гладкіша за самця. Голова коротка, у нижній частині сплощена. Очі маленькі, овальної форми. Морда закруглена. Має 4 пари вусиків помірної довжини. Тулуб кремезний. Спинний плавець великий, широкий. Жировий плавець середнього розміру. Грудні та черевні плавці невеличкі. Грудні плавці з гострими колючками. Анальний плавець короткий, низький. Хвостовий плавець великий, верхня лопать довша за нижню.
Забарвлення темно-коричневе до чорного, нижня частина — світліша. Головою й тулубом розсіяні плями сірого кольору. Спинний плавець з темним пігментом на променях. Грудні плавці біля основи є темними.

## Спосіб життя
Є демерсальною рибою. Зустрічається в річках та струмках зі швидкою течією. Територіальна. Веде прихований спосіб життя. Доволі полохлива риба, вдень ховається в різних укриттях: під корчами, серед каміння, в печерках. Активна вночі. Живиться дрібними водними безхребетними.

## Розповсюдження
Мешкає у водоймах південно-східного Таїланду, Малаккського півострова (Малайзія) та о. Суматра (Індонезія).